# Шахбез Герай
Шахбез Герай (Гире́й; убит в декабре 1699) — калга Крымского ханства, сын крымского хана Селима I Герая.

## Биография
Участвовал и командовал крымскими войсками в польско-турецкой войне (1683—1699). В октябре 1694 года в битве у села Устечко, под Тернополем, царевич Шахбез Герай сражался под командованием своего отца, крымского хана Селима Герая, с польско-литовским войском под предводительством гетмана великого коронного Станислава Яна Яблоновского и гетмана великого литовского Казимира Яна Сапеги. Превосходящие силы татарско-турецкой армии (8-10 тыс. татар и 2 тыс. турок) были разгромлены небольшим польским войском (2-3 тыс. чел.).
В начале 1695 года калга-султан Шехбаз Герай, командуя татарским войском (8-12 тыс. чел.) прорвал польскую блокаду крепости Каменец-Подольский, доставил продовольствие турецкому гарнизону и решил совершить разорительный набег на южные воеводства Речи Посполитой.
11—12 февраля 1695 года в битве под Львовом 4-тысячная польская армия под командованием великого гетмана коронного Станислава Яна Яблоновского нанесла новое поражение крымской коннице.
В 1699 году в начале правления своего старшего брата, крымского хана Девлет II Герая, Шехбаз Герай был втянут в конфликт с братьями. Против калги Шахбез Герая выступил его старший брат и нурэддин Газы Герай, который претендовал на должность калги. Мятеж Газы Герая был подавлен, но Газы Герай организовал новый заговор против своего брата Шахбеза. В 1699 году калга-султан Шахбез Герай отправился в Кабарду, чтобы завязать хорошие отношения с кабардинскими князьями. В декабре 1699 года калга Шахбез Герай был убит в Бесланеях в доме кабардинского князя Тимур-Булата.